# Ziya Gökalp

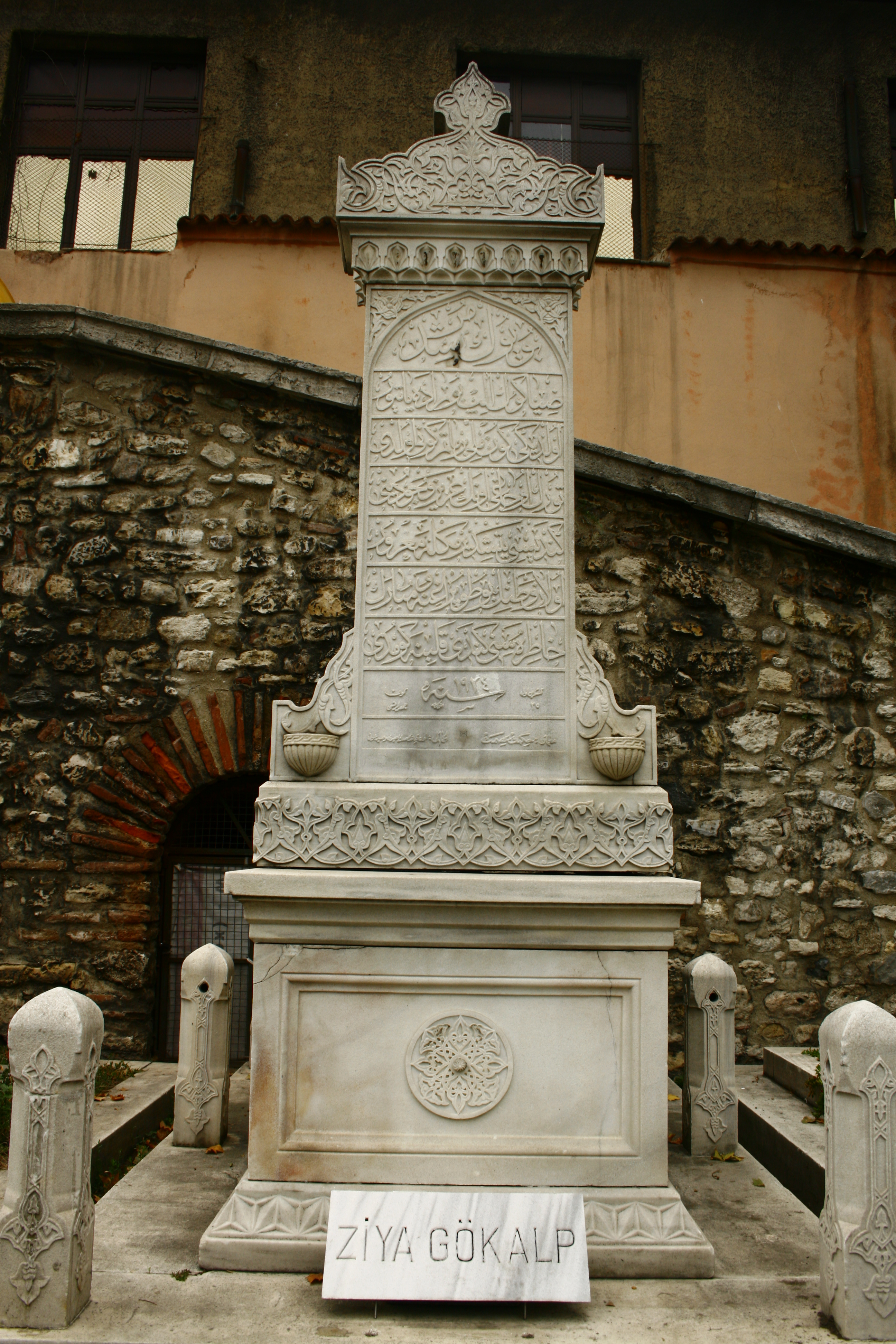
Hrob v Istanbulu

Ziya Gökalp, původním jménem Mehmed Ziya (23. března 1876, Diyarbakır – 25. října 1924, Istanbul) byl turecký sociolog, spisovatel, básník, jeden z nejdůležitějších intelektuálů a mluvčí tureckého nacionálního hnutí. Postavil se proti otomanismu a islamizaci a bojoval za modernizaci, evropeizaci (avrupalılık) a pozápadnění tureckého národa. Výrazně ovlivnil politiky své doby, zejména kemalismus, a vůbec tvář moderního Turecka.

## Život
Byl zřejmě kurdského původu. Do Istanbulu přišel roku 1896. Jako student tamní veterinární školy se stal členem tajné revoluční společnosti, což vedlo k jeho uvěznění na deset měsíců. Po mladoturecké revoluci v roce 1908 se stal členem podzemní organizace Výbor jednoty a pokroku (İttihat ve Terakki Cemiyeti) v Soluni (tehdy Osmanská říše, nyní Řecko). Sehrál významnou roli jako intelektuální vůdce této organizace, která se později stala rozhodující politickou silou v zemi. V Soluni se usadil jako učitel filosofie a sociologie na střední škole. Během této doby přispíval do avantgardních časopisů Genç Kalemler (Mladá pera) a Yeni Mecmua (Nový časopis). Ty se staly klíčovými platformami pro formulování a šíření revolučních myšlenek moderního tureckého nacionalismu. V té době přijal pseudonym Gökalp (Nebeský hrdina). V roce 1912 začal učit sociologii na univerzitě v Istanbulu.
Po vyhlášení příměří v roce 1918 byl Gökalp osmanskými úřady vyhoštěn na Maltu, spolu s řadou předních tureckých politických vůdců. Osvobozen byl v roce 1921 po vítězství národní Atatürkovy revoluce. Vrátil se nejprve nakrátko do Diyarbakiru, kde začal vydávat časopis Kucuk Mecmua, brzy poté však odešel do Ankary, kde pracoval na ministerstvu školství. V roce 1923 byl zvolen poslancem parlamentu nové turecké republiky, kde se podílel zejména na reformě školství a podobě nové ústavy. Brzy po převzetí mandátu však zemřel.

## Politické koncepce
Zpočátku se hlásil se k myšlenkám panturkismu, ideologie, která aspirovala na to, aby spojila všechny turecky mluvící národy světa, nebo dokonce turanismu, který chtěl sjednotit všechny turkické národy. Později však omezil své představy a formuloval ideologii jen pro Turky na území Osmanské říše.
I když kladl důraz na rozvoj povědomí svých krajanů o turecké historii a tradicích, byl přesvědčen, že turecký národ může přijmout model západní civilizace, aniž by zničil své dědictví (zde viděl jako vzor Japonsko).
Byl též autorem geopolitické koncepce orientace Turecka na severovýchodní turkické národy (Kazaši, Ázerbájdžánci, Uzbeci) spíše než na arabský prostor. Koncepce však byla zmrazena v éře existence Sovětského svazu a ovšem silně aktualizována po jeho rozpadu.
Dnes je někdy jeho nacionalismus kritizován jako příliš vyhraněný. Roku 1914 například napsal, že Turek je nadčlověkem, po jehož příchodu volal Nietzsche. Jeho myšlenky byly také mnohokrát zneužívány radikálními nacionalisty, kteří však většinou opomíjeli, že Gökalp národ definoval vždy kulturně a jazykově, nikdy etnicky či rasově, a také vždy odmítal expanzionismus, který byl typický pro Osmanskou říši, jíž oponoval.

## Dílo
K jeho nejznámějším dílům patří sbírka poezie Kizil Elma (Červené jablko) z roku 1915. Titulní báseň se zabývá starou tureckou legendou, ve které je tureckému národu udělena univerzální svrchovanost symbolizovaná jablkem. Předislámská turecká identita a tradice byly námětem jeho poezie často. Hojně psal bajky, v próze a poezii (Altin isik, 1923), ale i prózu a politicky orientovanou publicistiku (Türkcülüğün Esasları, 1923; Türk Medeniyeti Tarihi, 1925).
Byl zakladatelem turecké sociologie. Jako sociolog byl ovlivněn zejména Émilem Durkheimem, jehož dílo přeložil do turečtiny.